# Мейсон Темз
Мейсон Темз (англ. Mason Thames; нар. 10 липня 2007) — американський актор, виконавець головної ролі у фільмі жахів «Чорний телефон» (2021), а також з'явився у ремейку «Як приборкати дракона» 2025 року у ролі головного героя Гикавки.

## Біографія
Народився в Мак-Кінні, штат Техас, і має двох старших суродженців. У дитинстві грав у футбол, а потім чотири роки займався балетом, гастролюючи з виставами «Лускунчика». Зацікавився акторським мистецтвом і взяв участь у своїх перших прослуховуваннях у Далласі та Лос-Анджелесі.

## Кар'єра
2019 року з'явився у трьох епізодах першого сезону серіалу Apple TV+ «Заради всього людства».
Виконав головну роль у фільмі жахів Скотта Дерріксона «Чорний телефон» (2021) разом з Ітаном Гоуком. Роль принесла йому широке визнання, а фільм отримав загалом позитивні відгуки критиків. Він повторив роль у продовженні. У жовтні 2021 року стало відомо про його участь у серіалі «Волкер». Він зіграв головну роль у комедії від Netflix «Новачки» 2024 року.
У листопаді 2021 року разом з Мелом Гібсоном отримав роль в інді-фільмі режисера Девіда Генрі «Жахливе літо», прем'єра якого відбулася 24 вересня 2024 року. У травні 2023 року отримав головну роль Гикавки в ігровому фільмі «Як приручити дракона» разом з Ніко Паркером, яка зіграє Астрід Гофферсон. У листопаді 2023 року стало відомо про його участь у продовженні «Чорного телефону 2».

## Фільмографія
| Рік       |   | Українська назва        | Оригінальна назва          | Роль                       |
| --------- | - | ----------------------- | -------------------------- | -------------------------- |
| 2019      | с | Заради всього людства   | For All Mankind            | Деніел Стівенс (3 епізоди) |
| 2021—2022 | с | Вокер                   | Walker                     | юний Вокер (3 епізоди)     |
| 2021      | ф | Чорний телефон          | The Black Phone            | Фінні Блейк                |
| 2024      | ф | Новачки                 | Incoming                   | Бендж Нільсен              |
| 2024      | ф | Жахливе літо            | Monster Summer             | Ноа                        |
| 2025      | ф | Як приборкати дракона   | How to Train Your Dragon   | Гикавка                    |
| 2025      | ф | Чорний телефон 2        | The Black Phone 2          | Фінні Блейк                |
| 2025      | ф | Шкодую за тобою         | Regretting You             | Міллер                     |
| 2027      | ф | Як приборкати дракона 2 | How to Train Your Dragon 2 | Гикавка                    |